# Temnomastax borellii
Temnomastax borellii är en insektsart som först beskrevs av Giglio-tos 1897.  Temnomastax borellii ingår i släktet Temnomastax och familjen Eumastacidae. Inga underarter finns listade i Catalogue of Life.